# ソース・アラシッド

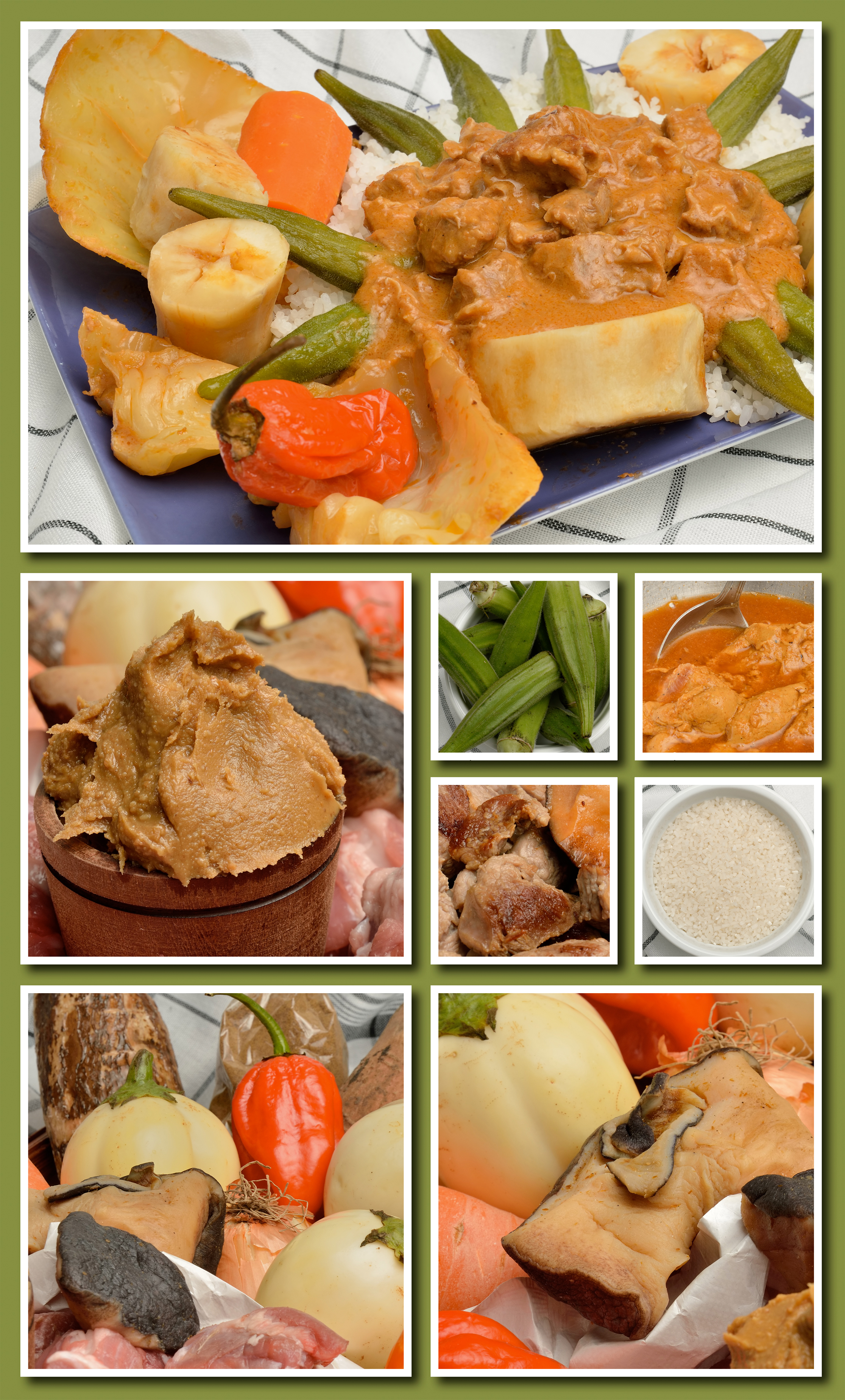
ソース・アラシッド

ソース・アラシッド（フランス語：Sauce arachide）とは、ピーナッツのペーストをベースにしたソースである。西アフリカでは広く見られる家庭料理の1つである。なお、セネガルやマリではマフェ（フランス語：Mafé）と呼ばれる。ガンビアではドモダ（Domoda）と呼ばれる。

## 利用法・味
西アフリカの家庭料理ではピューレ状に煮込んだソースにコメを付け合せるスタイルがごく一般的であり、日本で見られるカレーライスの姿に近い。味付けとしては、酸味を出すトマト、甘味とコク味を出すピーナッツバター、辛味を出す赤唐辛子を使用する。小麦粉やすり潰したオクラの粉を入れて、とろみが付けられることもある。なお、ピーナッツバターで作られるベースとなるソースは、インドネシア版の串焼き料理と言われるサテーに使うタレの風味によく似ている。